# Signori della zecca
Les Signori della zecca, littéralement les « responsables de l'hôtel des monnaies » en italien, étaient des artisans très qualifiés chargés du contrôle de la qualité et de l'honnêteté dans le processus de fabrication des monnaies, au XIIIe siècle, à Florence. 

## Histoire et description
Ces Signori della zecca étaient élus tous les six mois par leurs pairs, les capitudini des arts, ou « capitaine des arts ».
L'un des deux appartenait à la corporation des changeurs et l'autre à celle des lainiers, la Calimala, afin de s'assurer que les changeurs allaient respecter les intérêts des artisans travaillant la laine et le drap, corporation qui avait besoin d'une monnaie fiable, permettant de s'assurer de la livraison d'une matière première abondante et de qualité.
On adjoignait aux Signori della zecca deux essayeurs de l'or et de l'argent, désignés tout aussi officiellement, afin d'avoir un contrôle de plus pour la qualité de la monnaie, à une époque où il était courant de rogner les pièces pour récupérer quelques particules à fondre séparément, en plus de l'usure subie par ces pièces du fait de leur circulation pour raison commerciale. 
Cette organisation, mise en place vers 1250, a permis à la monnaie de la ville, le florin de devenir la monnaie de référence au Moyen Âge. Ce fut en particulier le moyen pour les drapiers de Florence de capter la laine anglaise à leur profit dans les années 1270, période correspondant à l'expansion de l'industrie drapière florentine, aux dépens de celle des Flandres. Elle a été copiée à l'occasion de la création d'autres « hôtel des monnaies » dans d'autres villes marchandes de l'époque.